# ستيغ أوفه ساندنيس
ستيغ أوفه ساندنيس (بالنرويجية البوكمول: Stig Ove Sandnes)‏ هو لاعب كرة قدم نرويجي، ولد في 25 يناير 1970.